# Sven Ulreich
Sven Ulreich (Schorndorf, 1988. augusztus 3. –) német labdarúgó, a Bayern München kapusa.

## Pályafutása

### Klubcsapatokban
A 2007–08-as Regionalliga-szezon első négy meccsen került be a VfB Stuttgart II kapujába, ebben az időszakban 2 meccsen nem kapott gólt. A szezonban 10 meccsen játszott, két sárga lapot kapott.
2008 januárjában felkerült a VfB Stuttgart első csapatába. De továbbra is a tartalékcsapatban játszott. Az első csapatban 2008. február 9-én mutatkozott be a Hertha BSC Berlin ellen (3–1-re kikaptak), kezdőkapusként első győzelmét egy hét múlva az MSV Duisburg ellen aratta.
2010. április 6-án 2013. nyaráig szerződést hosszabbított. A 2010–11-es szezon mind a 34 bajnokiján ő védett. A következő szezonban is ő állt az összes meccsen a kapuban. Így volt ez a 2012–13-as szezonban is. A 2013–14-es szezonban viszont 3 meccset kihagyott. 2012. január 20-án 2017. júliusáig megtoldotta szerződését. 2015. június 16-án a Bayern Münchenbe igazolt.
2020 októberében 2023 nyaráig szóló szerződést írt alá a Hamburger SV csapatával.

### Válogatottban
Tagja volt az U16-os, U17-es és az U21-es válogatottnak.

## Statisztikák

### Klubcsapatokban
| Klubteljesítmény  | Klubteljesítmény | Klubteljesítmény | Bajnokság | Bajnokság | Kupa      | Kupa      | Európa | Európa | Összesen | Összesen |
| Klub              | Bajnokság        | Szezon           | Meccs     | Gól       | Meccs     | Gól       | Meccs  | Gól    | Meccs    | Gól      |
| Németország       | Németország      | Németország      | Bajnokság | Bajnokság | DFB-Pokal | DFB-Pokal | Európa | Európa | Összesen | Összesen |
| ----------------- | ---------------- | ---------------- | --------- | --------- | --------- | --------- | ------ | ------ | -------- | -------- |
| VfB Stuttgart II  | Regionalliga Süd | 2006–07          | 10        | 0         | 0         | 0         | 0      | 0      | 10       | 0        |
| VfB Stuttgart     | Bundesliga       | 2007–08          | 11        | 0         | 1         | 0         | 0      | 0      | 12       | 0        |
| VfB Stuttgart II  | Regionalliga Süd | 2007–08          | 19        | 0         | 0         | 0         | 0      | 0      | 19       | 0        |
| VfB Stuttgart II  | 3. Liga          | 2008–09          | 36        | 0         | 0         | 0         | 0      | 0      | 36       | 0        |
| VfB Stuttgart     | Bundesliga       | 2009–10          | 4         | 0         | 1         | 0         | 0      | 0      | 5        | 0        |
| VfB Stuttgart II  | 3. Liga          | 2009–10          | 8         | 0         | 0         | 0         | 0      | 0      | 8        | 0        |
| VfB Stuttgart     | Bundesliga       | 2010–11          | 34        | 0         | 3         | 0         | 11     | 0      | 48       | 0        |
| VfB Stuttgart     | Bundesliga       | 2011–12          | 34        | 0         | 4         | 0         | 0      | 0      | 38       | 0        |
| VfB Stuttgart     | Bundesliga       | 2012–13          | 34        | 0         | 6         | 0         | 12     | 0      | 52       | 0        |
| VfB Stuttgart     | Bundesliga       | 2013–14          | 29        | 0         | 1         | 0         | 4      | 0      | 34       | 0        |
| FC Bayern München | BundesLiga       | 2015-16          | 0         | 0         | 0         | 0         | 0      | 0      | 0        | 0        |
| Statisztikák      | Statisztikák     | Statisztikák     | 219       | 0         | 16        | 0         | 27     | 0      | 262      | 0        |

## Sikerei, díjai

### Klubcsapatokban
- Bayern München
  - Bundesliga (5): 2015-16, 2016-17, 2017-18, 2018-19, 2019-20
  - Német kupa (3): 2015-16, 2018-19, 2019-20
  - Német szuperkupa (3): 2016, 2017, 2018
  - Bajnokok ligája (1): 2019–20
  - UEFA-szuperkupa (1): 2020

### Egyéni
- Bayern München – A szezon játékos: 2017–18